# Гандбол на траве
Гандбол на траве — разновидность гандбола. Входил в программу Летних Олимпийских игр 1936 года в Берлин.

Размеры поля для игры в гандбол на траве

Игра проходит на травяном поле размером длиной 90-110 м, шириной 55-65 м. Поле пересекает две параллельные линии за 35 м от линии ворот, которые разделяют поле на 3 секции; В каждой секции может быть до 6 игроков каждой команды. Ворота - шириной 7,32 м и высотой 2,44 м. Пенальти бьют с расстояния 14 метров.
В игру играют две команды с 11 игроками (и еще 2 запасной) в два тайма по 30 минут каждый.
На Олимпийских играх 1936 года чемпионом стала сборная Германии. Последний чемпионат мира по гандболу на траве прошел в 1966 году.